# Verteuil-sur-Charente
Verteuil-sur-Charente é uma comuna francesa na região administrativa da Nova Aquitânia, no departamento de Charente. Estende-se por uma área de 14,24 km². Em 2010 a comuna tinha 650 habitantes (densidade: 45,6 hab./km²).